# Mottlův dům
Mottlův dům je secesně-novorenesanční obchodní a víceúčelový dům na adrese Jungmannovo náměstí 761/1, 110 00 na Novém Městě, Praha 1, na nároží ulice 28. října a Jungmannova náměstí, nedaleko Václavského náměstí. Byl pojmenován po Vendelínu Mottlovi, krejčovskému a textilnímu podnikateli, který obchodní dům provozoval a vlastnil zde též krejčovský salón. Objekt je od roku 1958 chráněn jako kulturní památka.

## Historie budovy

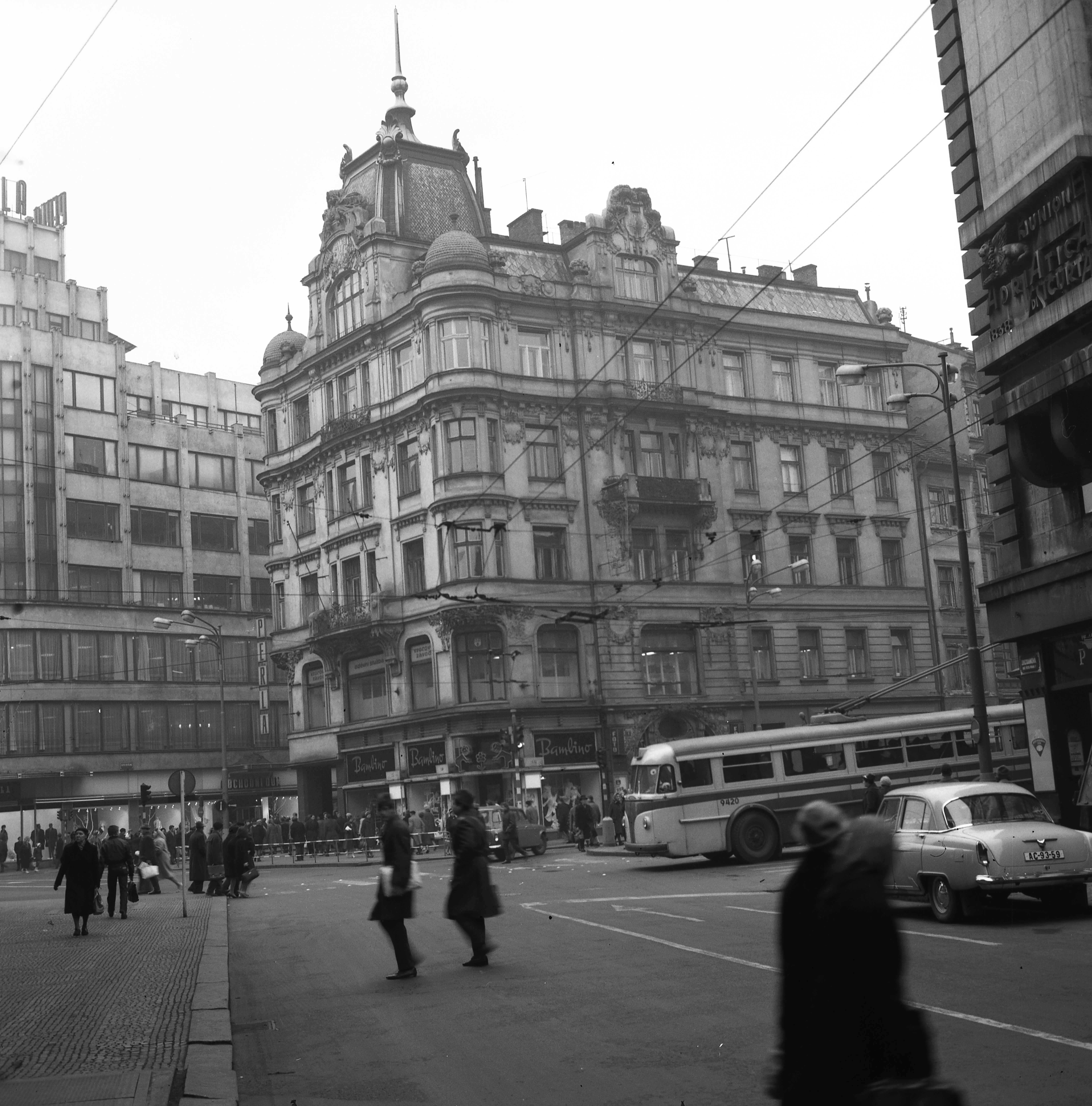
Mottlův palác z pohledu Jungmannovy ulice (1965)

Na parcele kdysi stál dvoupatrový barokní nárožní dům U Zlatého věnce a obchod ve vlastnictví pražského krejčího a kloboučníka Vendelína Mottla, sídlil zde věhlasný obchod s klobouky. Bylo rozhodnuto na tomto frekventovaném místě postavit moderní dům s prodejními prostory s velkými výklady pro nový obchod.
Dům byl postaven v letech 1905 až 1906 podle návrhu pražského stavitele a architekta Karla Mottla, profesora pražské Uměleckoprůmyslové školy, syna Vendelína Mottla. Své sídlo zde měla též Ústřední banka českých spořitelen a Česká grafická unie. Jedná se o multifunkční obchodní palác s obchodem a zázemím, a kancelářemi v horních patrech. Dům zakončuje tzv. špalíček, blok budov mezi Jungmannovým náměstím, ulicí 28. října a Václavským náměstím. Stavitele udává deska s nápisem na jižní zdi budovy, dále monogramy obou mužů, VM a KM, na mřížovém kování v přízemí, v úrovni 4. patra byla pak vyhotovena štuková busta Vendelína Mottla. Dům byl v letech 1908 a 1913 stavebně Karlem Mottlem dále upravován, byla například dostavěno točité schodiště propojující patra.
Po komunistickém převratu roku 1948 byla budova znárodněna, po Sametové revoluci roku 1989 byl dům vrácen do soukromého vlastnictví. Poté byl dům po dlouhou dobu nepoužívaný, roku 2019 byla dokončena jeho rozsáhlá rekonstrukce respektující jeho původní podobu.

### Pneumograf
Roku 1914 byl na horní okenní prostor průčelí do Ferdinandovy třídy instalován tzv. pneumograf, elektromechanické zařízení, v principu podobné displeji, umožňující na černém pozadí vytvářet sazbou bílých ploch nápisy a grafiky. Tím vznikla měnitelná zobrazovací plocha, z výšky dobře viditelná, která byla následně pronajímána firmám jako platforma ke zobrazení propagačních textů a grafik.Oproti tehdejšímu způsobu velkoplošné reklamy v podobě propagačních textů malovaných na fasády bylo použití pneumografu zcela revoluční. Zařízení provozovala Pneumograf, společnost s. r. o., autorem konstrukce byl technik František Janeček, pozdější zakladatel továrny Jawa.
Mezi nájemce takové reklamy patřily například automobilové závody Laurin & Klement, fotografický ateliér F. Vojta (Nerudova ul.), vinohradské čokoládovny A. Maršner, pražský obchodní dům J. Novák, obrazový magazín Český svět či zde byly inzerovány sportovní výsledky fotbalových zápasů. Další rozvoj a rozšíření vynálezu zmařilo vypuknutí první světové války.

## Architektura stavby
Budova nese bohatou secesní štukovou a sgrafitovou výzdobu, svou strukturou nese prvky novorenesanční architektury, které začala secese postupně vytlačovat. Původně byl projektován jako obchodní dům s luxusním módním či galanterním zbožím.
Činžovní dům je čtyřpatrová (s půdním patrem pětipatrová) podsklepená stavba krytá mansardovou střechou. Tři dvoutraktová křídla obepínají schodiště v půdorysu kotvy a velký světlík. Spodní část stavby je nesena na pilířích s železnými nosiči, horní patra jsou zděná.

## Galerie

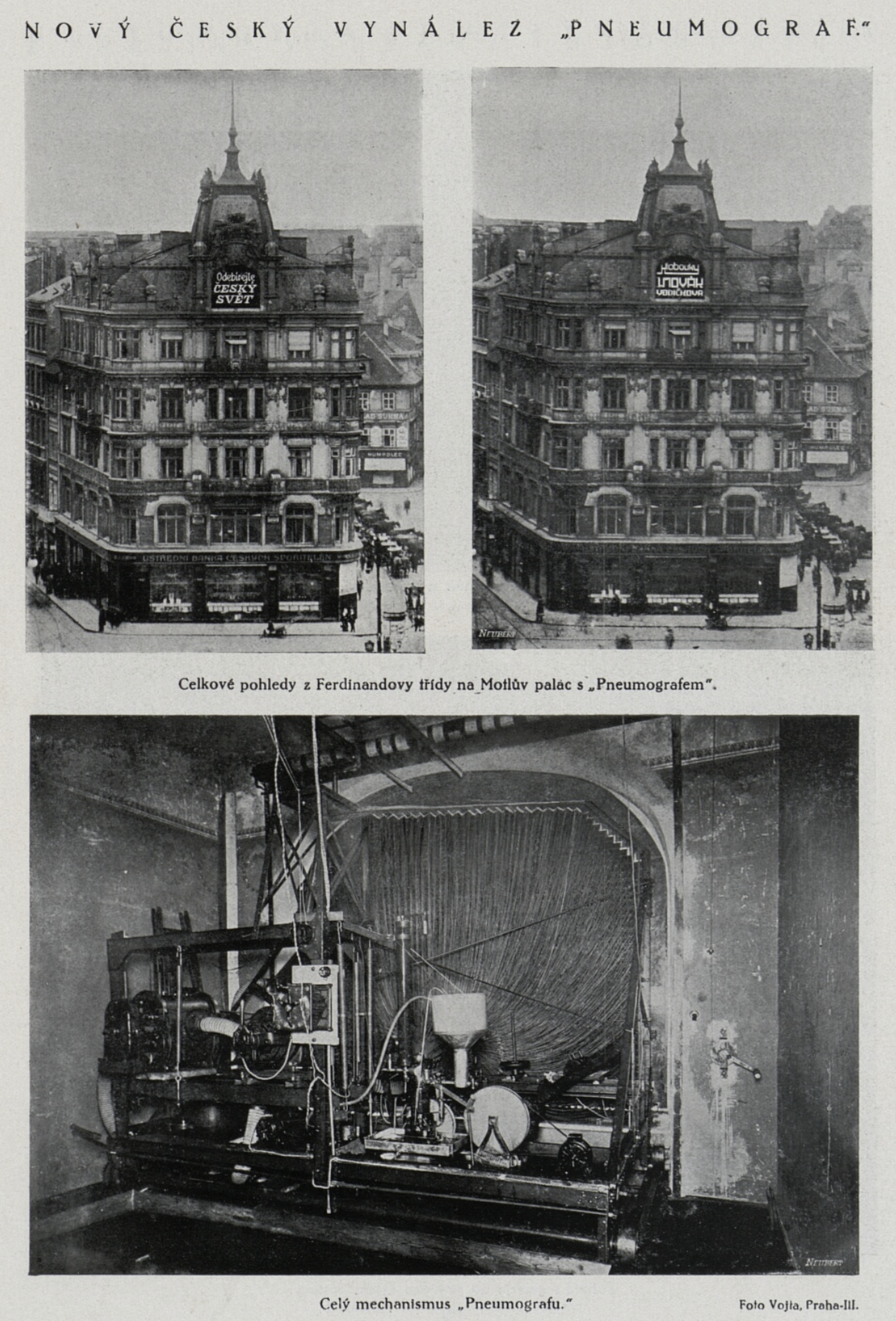
Pneumograf na Mottlově domě (Český svět, 1914)
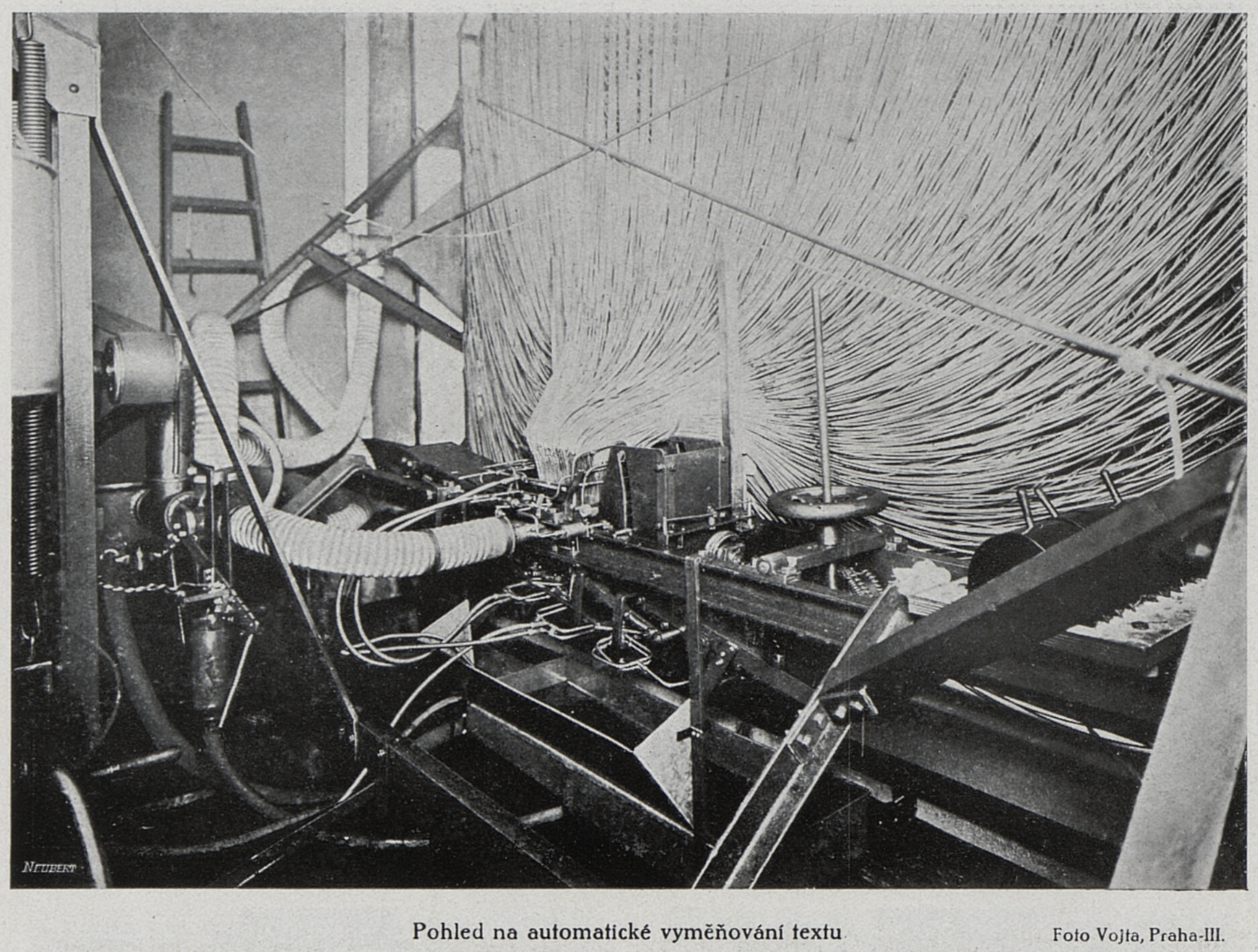
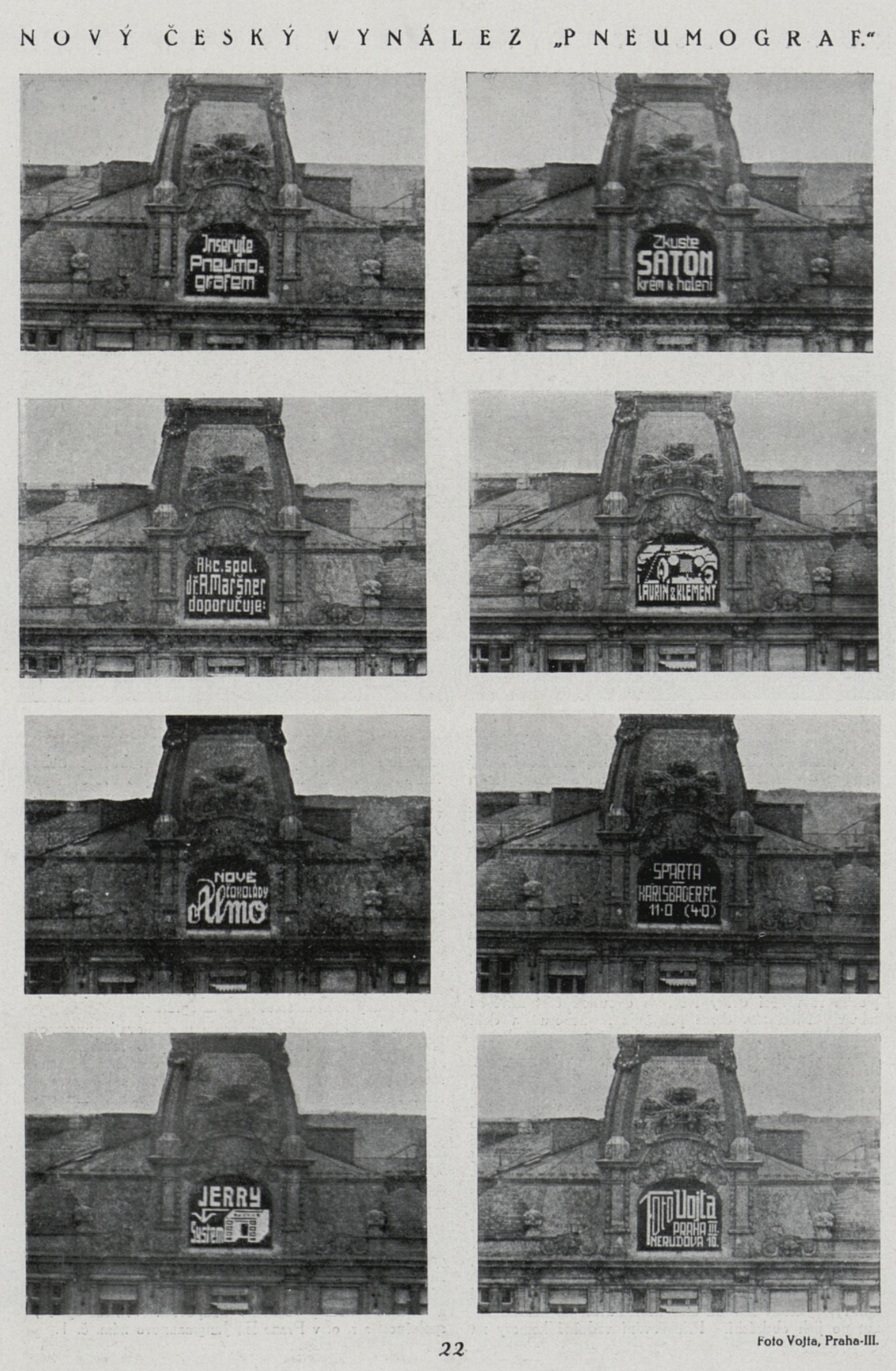